# Беки Бекич
Бехлюдж Бехлюджи, по-известен като Беки Бекич, е черногорски и сръбски народен певец, разпознаваем с песните „Ti si me opila“, „Alpašin izvor“, „Marama šarena“, „Sokolica“, „Otac“ и други.

## Биография
Роден е на 29 ноември 1961 година в Гусине, Черна гора. Въпреки че за първи път се изявява като солист в училищния хор на 7-годишна възраст и записва първия си сингъл през 1981 г., Бекич дори не мечтае, че музиката ще се превърне в негово основно занимание. Учи за кетъринг и когато издава много успешен албум през 1985 г., тогава Беки решава да направи кариера като певец.
До 2013 г. е записал 14 студийни албума и множество сингли. Бекич е известен с това, че създал страхотна атмосфера на концерти и сватби, а хората в Сърбия и региона, както и диаспората по света, с удоволствие го слушат.
От дълги години е женен за съпругата си Нада, с която има две дъщери – Емилия и Сара.

## Албуми
- Meni mala zamera (1985)
- Ne zaboravi me (1986)
- Joj što volim muziku narodnu (1987)
- Alipašin izvor (1989)
- Život je tamnica (1991)
- Možda te još volim (1992)
- Šećeru moj (1993)
- Prodavac samoće (1995)
- Zlatija (1997)
- Rani me rani (1999)
- Boja mastila (2004)
- Veliko srce (2008)
- Tebi pjevam oj Gusinje moje (2012)
- Crni dijamant (2013)